# Hầu não

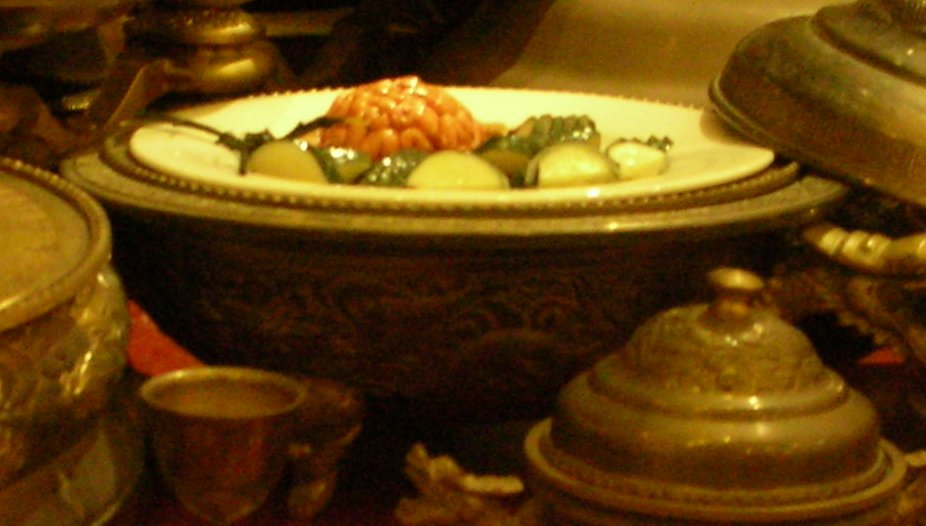
Món óc khỉ

Hầu não (chữ Hán: 猴腦), nghĩa là Óc khỉ, là một món ăn tươi sống từ loài khỉ xuất hiện tại Trung Quốc. Trong lịch sử, Từ Hi thái hậu đã dùng món này đế chiêu đãi các sứ thần phương Tây. Đây là món ăn kinh dị, dã man, vô nhân đạo, bị dư luận lên án.

## Lịch sử
Trong suốt chiều dài lịch sử nhân loại cho đến ngày nay, chưa có yến tiệc nào linh đình, trọng thể, vĩ đại… bằng tiệc Xuân năm Giáp Tuất (1874) do Từ Hi thái hậu, đời nhà Thanh, tổ chức để khoản đãi phái đoàn Sứ Thần, tướng lãnh các quốc gia Tây phương. Tiệc được chuẩn bị 11 tháng 6 ngày trước, sử dụng 1750 người phục vụ, tốn kém 98 triệu hoa viên thời đó tương đương 374 ngàn lượng vàng ròng, gồm 400 thực khách và đại tiệc kéo dài suốt 7 ngày đêm bắt đầu từ giao thừa (12 giờ đêm) Tết nguyên đán Giáp Tuất.
Thực đơn: Gồm tất cả 140 món. Theo chiếu chỉ của Từ Hi Thái Hậu, mỗi tỉnh tuyển lựa mười đầu bếp tài giỏi. Các đầu bếp này họp nhau ở thủ đô từ ngày rằm tháng 2 năm Kỷ Hợi (1873) nghĩa là 11 tháng 6 ngày trước đại tiệc để cùng nhau soạn thảo các món ăn ngon, lạ. Sau gần hai tháng thảo luận, một thực đơn gồm 140 món được hình thành, trong số này có bảy món thật bổ dưỡng, thật đặc biệt, thật lạ lùng, mỗi ngày chỉ thiết đãi một món, thực khách ăn vào chẳng những không thấy đầy bụng mà sự mệt mỏi, bực bội như tan biến đi, tinh thần sảng khoái gấp bội. Và hầu não là một trong bảy món ăn đó.

## Xuất xứ của khỉ
Ở vùng Thiên Hoa Sơn thuộc tỉnh Sơn Đông của Trung Hoa có một rừng cây lê được gọi là Ngọc Căn Lê, trái lê ở đây trị được các bệnh ho kinh niên, can thận và nhiệt uất. Rừng lê ở đây có một bầy khỉ rất đông thức ăn chính của chúng là lê và tuyệt nhiên không ăn loài thức ăn khác. Cũng chính vì chúng ăn ngọc căn lê nên thịt khỉ ở đây thơm ngon lạ thường và còn đồn có thể chữa được bách bệnh đặc biệt là bệnh tâm thần, bại liệt bán thân bất toại. Điều thú vị là óc khỉ lại có dược tính cực kì công hiệu đối với nhiều chứng bệnh hiểm nghèo. Cũng chính bởi chúng được ăn lê ở đây mà trí thông minh của chúng thông minh hơn bất kì loài khỉ nào khác, bầy khỉ ở đây ngày càng phát triển mạnh, tàn phá rừng lê khiến người dân ra sức bảo vệ lê mà không được.
Giống khỉ này có 3 khoáy trên đỉnh đầu khiến chúng rất thông minh và lanh lợi, né thợ săn, tránh bẫy chỉ là chuyện nhỏ đối với chúng. Mặc dù cách xa vạn dặm ở mãi tận Tử Cấm Thành nhưng chuyện ở Thiên Hoa Sơn có giống khỉ quý đồn đến tai Từ Hy Thái Hậu và bà đã ra lệnh phải bắt cho kì được 200 con khỉ chưa trưởng thành chưa đổi lông lần nào mỗi con được thưởng 110 lượng vàng. Nhưng vì bầy khỉ quá thông minh khiến cho nhiều tháng ròng mà những tay thợ săn cự phách vẫn chưa làm gì được nên Từ Hy Thái Hậu buộc phải giảm xuống còn 80 con.
Khỉ bắt về được nuôi bằng những thức ăn tinh khiết như cháo tổ yến, cho uống nhân sâm và rượu nhung hươu và được tắm gội bằng nước tinh khiết được lấy từ đỉnh Hoa Quả Sơn về, ngoài ra chúng còn được nuôi trong 80 cái hộp bằng bạc giống như cái trống, mặt được khoét một cái lỗ chỉ đủ vừa cái cổ của con khỉ và được thiết kế một cái gông để chúng không thể cựa quậy được. Đại tiệc được mở ra mồi bàn gồm 5 người dùng chung một con khỉ, trước khi bắt đầu món này bầy khỉ được tắm rửa sạch sẽ và được uống một loại thảo được để lấy tất cả năng lực tinh túy của con vật tập trung lên não bộ, óc khỉ vì thế mà tăng thêm chất bổ dưỡng bội phần.

## Cách ăn
Cũng là một người có chút kiến thức về văn hóa Tây phương để bớt sự dã man và khiến cho thực khách ngon miệng đồng thời làm cho nó mang tính văn hóa lịch sử, Từ Hy Thái Hậu đã cho mỗi chú khỉ vận triều phục, đội mão, vẽ mặt, mang râu, giống như một đại quan của triều đình, trên cổ đeo một tấm bản nhỏ ghi rõ tên họ, tuổi tác cùng quan chức thuở sinh tiền. Những con khỉ đó tượng trưng cho những nịnh thần, gian tặc… khả ố nhất, gian ác nhất, bị dân chúng oán ghét tận xương tủy như Tần Cối, Bí Trọng, Vưu Hồn, Bàng Hồng, Trương Bang Xương, Mao Diên Thọ… phải chết để đền tội với nhân dân đất nước.
Khi tiếng khánh ngọc từ tay Thái Hậu trỗi lên để báo hiệu đến món hầu não thì nội thị dọn ra mỗi bàn một cái lồng chứa khỉ cho năm thực khách. Kế tiếp tên nội thị một tay gỡ mão một tay dùng búa bằng ngà nhỏ sắc bén phang một nhát ngang chỏm đầu con khỉ. Động tác này đã được tập luyện thuần thục từ trước để chỉ cần một búa duy nhất là đủ đưa con khỉ sang bên kia thế giới. Cùng lúc ấy nhạc đệm trỗi lên và tên nội thị sẽ ngâm nga một câu theo tiếng nhạc, đại ý như: "Mao Diên Thọ đã thụ hình" hay "Tần Cối đã đền xong tội phản thần…"
Đoạn tên nội thị lập tức dùng một tấm lụa bạch đậy kín toàn bộ cái đầu con khỉ, chỉ chừa một lỗ thật nhỏ vừa đủ đưa cái muỗng bạc vào múc khối óc khỉ. Hầu não được xối lên bằng nước sâm nóng hổi cho tái đi, bớt đỏ. Lúc thực khách vừa múc óc khỉ ra ngoài, nội thị dùng nĩa bạc gạt bỏ phần da đầu và những mảnh sọ vỡ để khách dễ dàng hành động. Món ăn này ngày nay bị lên án là món ăn tàn ác, dã man, vô nhân đạo của loài người.